# Taken by a Stranger
Pesem Taken by a Stranger (Ugrabil jo je tujec), je pesem Lene Meyer-Landrut za 56. prireditev Evrovizije po vrsti (2011), s katero je na Evroviziji Lena, ki se je s statusom Velikih pet in zmago prejšnje leto neposredno uvrstila v finale. 
Lena je nastopala na temnem odru z "belimi žarki". Zanjo so bila ogledala, na katerem se je zrcalila podoba njenih plesnih spremljevalk, oblečenih v oprijete srebrne celotelesne obleke z luknjami za obraz. Lena je bila oblečena v črno obleko brez rokavov, nosila je visoke črne pete in naličena je bila na modo "dimnih oči". Kritiki so dobro sprejeli pesem, glede na njene seksualne in temačne elemente. Slabe ocene so izhajale iz mnenja, da je pesem veliko nasprotovanje Leninem prejšnjem ogledu.